# Петракиева къща
Петракиевата къща (на гръцки: Αρχοντικό Πετράκη) е възрожденска къща, архитектурна забележителност в костурското село Горенци (Корисос) Гърция.
Къщата е разположена в северната част на селото на улица „Етники Епанастаси“ № 9. Принадлежала е на Ахилеас Петракис или Хиленас, а по-късно на Георгиос Гугусис.
Къщата е построена в края на XIX век и е забележителен пример за местна архитектура с открояващи се архитектурни, типологични, морфологични и художествени характеристики. В 2022 година е обявена за паметник на културата.